# Zorzines subrobusta
Zorzines subrobusta är en fjärilsart som beskrevs av Inoue 1988. Zorzines subrobusta ingår i släktet Zorzines och familjen nattflyn. Inga underarter finns listade i Catalogue of Life.